# 橘家菊春・太郎
橘家菊春・太郎（たちばなやきくはる・たろう）は、大正期～昭和期（戦後）に活躍した夫婦音曲漫才コンビ。大正中期時代にコンビ結成、年代不明。1928年に行われた弁天座の萬歳大会に出演記録がありその頃はすでに中堅であった。

## 概要
- 太郎は元は文楽の人形遣い。二代目吉田玉造の弟であったという、8歳のときから文楽の修行をした。戦後当時四代目吉田文五郎の次辺に古いといわれていた。文楽の三味線方であったが、人形の方に興味が湧いたため転向。なので三味線の名手でもあった。菊春は妻。

- 1928年に行われた弁天座の萬歳大会に出演記録がありその頃はすでに中堅であった。のちに吉本の寄席に出るようにある。戦後戎橋松竹、その後数回のなんば花月に出演した。

- 一時橘家吉郎を加えてトリオ「橘家太郎・菊春・吉郎」、1952年に菊春没後、初代の弟子のお吉を二代目菊春として迎えて再出発したり、二代目菊春の没後は弟子の橘家由恵、浜お龍を加えてトリオ「橘家太郎・由恵・浜お龍」で活躍した。また落語家出身の二葉家吉雄・静弥の二葉家吉雄もメンバーであった。

- 1958年に太郎の引退で以降徐々に活動はなくなった。

- ともに太棹の三味線（または胡弓）を持ち、太郎は細い可憐な声で小柄。菊春が大柄。2人とも椅子に座り、櫓太鼓の曲弾き（三味線で櫓太鼓の音を出す）や、琴の曲弾き（三味線を寝かせて弾き琴の音を出す）、などの三曲万歳の流れを汲む音曲漫才を得意とした。また菊春の『イヨォゥ！！』や『ハイッ！！』などの掛け声で椅子の背凭れに座っていた太郎が後ろに転倒し笑いを取っていた。また浪曲の節まねも売りであった。極めつけは松葉家奴も得意とした「魚釣り」の踊りで、ふたりとも互いに譲らなかったと言う。
- また高座にテーブルとテーブル掛けを用いるときもあった。その上に三味線や人形などを載せておき、高座の途中でそこに置いた道具をとって、芸を見せていた。また太郎の体の小柄さを際立たせるために高座の脇にはサイズの大きい湯のみやがま口財布、木魚などが置いてあった。

## メンバー
初代 橘家菊春 （1900年8月 - 1952年）本名：市田菊江。
女性。
二代目 橘家菊春 （1910年 - ?）本名：不詳。
女性。
 橘家太郎 （1897年6月 - 1971年1月）本名：市田留吉（または政太郎）
男性。

## 弟子
- 橘家若千代（大津おせん）
- 浜お龍
- 橘家由恵

ほか